# Gymnoscelis pseudofluctuosa
Spiralisigna pseudofluctuosa là một loài bướm đêm trong họ Geometridae.